# الإيمان الجليلي
الإيمان الجليلي (أو الديانة الجليلي) هو مصطلح استخدمه بعض الناس في العالم القديم  (أبرزهم الإمبراطور جوليان ) للإشارة إلى المسيحية. مدينة الناصرة (مكان طفولة يسوع ) تقع في الجليل. وهكذا دُعي أتباع المسيح بالجليليين. كان الجليل جزءًا من مقاطعة يهودا. وكان سبب إطلاق هذا المصطلح هو تهميش المسيحية والإشارة إلى أنها جاءت من منطقة صغيرة، وهي ديانة ذات أهمية محلية فقط.
وبنفس الطريقة، دُعي يسوع "الناصري" أو "الناصري" في هذا السياق (تركيز آخر على الأصل الجغرافي والإشارة إلى الأهمية المحلية) بدلاً من "المسيح" (المشتقة من الكلمة اليونانية "الممسوح").
وقد استخدمت هذه المصطلحات كجزء من الصراع الأيديولوجي ضد الدين الجديد، الذي كان يُنظر إليه على أنه تهديد. بمرور الوقت، استوعبت التسمية الواقعية في الأصل معنى تحقيرًا، والذي، على الرغم من توسعه في جميع أنحاء الإمبراطورية الرومانية، لا يزال يشير إليه على أنه دين محلي.
ظهرت المصطلحات في العديد من النصوص التي تناقضت بطرق مختلفة مع الجوانب المختلفة للدين الجديد وأظهرت إما أخطاء لاهوتية، أو تناقضات، أو فهمًا خاطئًا بشكل عام للدين. كان استخدام هذه المصطلحات في العصور القديمة المتأخرة يهدف بشكل عام إلى إضعاف الدين، والحصول على ميزة فقط من خلال التسمية، قبل تقديم أي حجج.
يستخدم الفيلسوف الرواقي إبكتيتوس المصطلح الجليلي في خطاباته (حوالي 108 م):

## أنظر أيضا
- جوليان المرتد
- ضد الجليليين
- الجليليين